# Francesco Piccolo
Francesco Piccolo (Caserta, 12 marzo 1964) è uno scrittore, sceneggiatore e autore televisivo italiano.

## Biografia
Scrittore e sceneggiatore fecondo, per Einaudi ha pubblicato: La separazione del maschio (2008), Momenti di trascurabile felicità (2010), Il desiderio di essere come tutti (premio Strega 2014), Momenti di trascurabile infelicità (2015), L'animale che mi porto dentro (2018), La bella confusione (2023); per Feltrinelli, invece, Storie di primogeniti e figli unici (1996), E se c'ero, dormivo (1998), Il tempo imperfetto (2000), Allegro occidentale (2003). Nel 1977 diventa conduttore professionista e tre anni dopo conduce sia per la Rai che per la neonata Canale 5.
Negli Einaudi Tascabili sono stati riproposti: Storie di primogeniti e figli unici (2012), Allegro occidentale (2013) e L'Italia spensierata (2014).
Ha firmato sceneggiature per Nanni Moretti (Il Caimano; Habemus Papam; Mia madre), Paolo Virzì (My name is Tanino; La prima cosa bella; Il capitale umano; Ella & John; Notti magiche), Silvio Soldini (Agata e la tempesta; Giorni e nuvole), Francesca Archibugi (Il nome del figlio; Gli Sdraiati). Ha sceneggiato la serie TV L’amica geniale, tratta dall’omonimo best seller di Elena Ferrante.
È stato anche autore di programmi televisivi quali “Vieni via con me”, “Quello che (non) ho”, “Viva il 25 aprile”, “Falcone e Borsellino”. Ha collaborato con il Corriere della Sera, e dal 2021 con La Repubblica.
Ha vinto il premio Strega 2014 con il libro Il desiderio di essere come tutti, romanzo-confessione sulla sinistra italiana edito da Einaudi.
Nel 2018 è diventato docente all'Università IULM di Milano nel master di Arti del racconto, dove tiene il corso di adattamento cinematografico e televisivo.
Ha vinto il premio letterario Giuseppe Tomasi di Lampedusa 2023 con il libro La bella confusione, edito da Einaudi.

## Opere

### Libri
- 1994 - Scrivere è un tic: i segreti degli scrittori, Roma, Minimum fax, ISBN 978-88-7521-323-7
- 1996 - Storie di primogeniti e figli unici, Milano, Feltrinelli, ISBN 978-88-06-21036-6, Premio Giuseppe Berto opera prima,[4] Premio Chiara.[5]
- 1998 - E se c'ero, dormivo, Milano, Feltrinelli, ISBN 88-07-81587-7.
- 2000 - Il tempo imperfetto, Milano, Feltrinelli, ISBN 88-07-70121-9.
- 2003 - Allegro occidentale, Milano, Feltrinelli, ISBN 978-88-07-81861-5.[6]
- 2007 - L'Italia spensierata, Roma, Laterza, ISBN 978-88-420-7918-7.
- 2008 - La separazione del maschio, Torino, Einaudi, ISBN 978-88-06-20243-9.
- 2010 - Momenti di trascurabile felicità, Torino, Einaudi, ISBN 978-88-06-21139-4.[7]
- 2013 - Il desiderio di essere come tutti, Torino, Einaudi, ISBN 978-88-06-19456-7.
- 2015 - Momenti di trascurabile infelicità, Torino, Einaudi, ISBN 978-88-06-23020-3.
- 2016 - La ricarica del 37 percento, racconto pubblicato su La Lettura.
- 2018 - L'animale che mi porto dentro, Torino, Einaudi, ISBN 978-88-06-23152-1.
- 2019 - Satyricon, prodotto dal Teatro Argentina di Roma.
- 2020 - Momenti trascurabili, vol. 3, Torino, Einaudi, ISBN 978-88-06-23156-9.
- 2023 - La bella confusione - Einaudi Supercoralli - ISBN 978-88-06-23153-8.
- 2024 - Scrivere è un tic. I metodi degli scrittori, Collana L'Arcipelago Einaudi, Einaudi, Torino, ISBN 9788806264642.
- 2025 - Son qui: m'ammazzi, Collana Super ET Opera viva, Einaudi, Torino, ISBN 9788806261269.

### Audiolibri
- L'Italia spensierata scritto e letto da Francesco Piccolo, Emons Audiolibri, 2007.
- Momenti di trascurabile felicità scritto e letto da Francesco Piccolo, Emons Audiolibri, 2011.

### Fumetti
- La separazione  del maschio, Francesco Piccolo & Fumettibrutti, Milano, Feltrinelli, 2023, ISBN 978-88-07-55143-7.

## Filmografia parziale

### Soggetto
- Agata e la tempesta, regia di Silvio Soldini (2004)

### Sceneggiatore
- Nemmeno in un sogno, regia di Gianluca Greco (2002)
- My Name Is Tanino, regia di Paolo Virzì (2002)
- Paz!, regia di Renato De Maria (2002)
- Ovunque sei, regia di Michele Placido (2004)
- Agata e la tempesta, regia di Silvio Soldini (2004)
- Il caimano, regia di Nanni Moretti (2006)
- Giorni e nuvole, regia di Silvio Soldini (2007)
- L'avvocato Guerrieri - Testimone inconsapevole, regia di Alberto Sironi – film TV (2007)
- L'avvocato Guerrieri - Ad occhi chiusi, regia di Alberto Sironi – film TV (2008)
- Caos calmo, regia di Antonello Grimaldi (2008)
- La prima cosa bella, regia di Paolo Virzì (2010)
- Habemus Papam, regia di Nanni Moretti (2011)
- Gli sfiorati, regia di Matteo Rovere (2011)
- Il capitale umano, regia di Paolo Virzì (2014)
- Un fidanzato per mia moglie, regia di Davide Marengo (2014)
- Il nome del figlio, regia di Francesca Archibugi (2015)
- Mia madre, regia di Nanni Moretti (2015)
- Ella & John - The Leisure Seeker, regia di Paolo Virzì (2017)
- Gli sdraiati, regia di Francesca Archibugi (2017)
- Notti magiche, regia di Paolo Virzì (2018)
- L'amica geniale – serie TV (2018-2022)
- Momenti di trascurabile felicità, regia di Daniele Luchetti (2019)
- Il traditore, regia di Marco Bellocchio (2019)
- Vivere, regia di Francesca Archibugi (2019)
- Lacci, regia di Daniele Luchetti (2020)
- Siccità, regia di Paolo Virzì (2022)
- Il colibrì, regia di Francesca Archibugi (2022)
- Le mie poesie non cambieranno il mondo, regia di Francesco Piccolo e Annalena Benini (2022)
- La vita bugiarda degli adulti – serie TV (2023)
- La Storia – serie TV (2024)

### Regista
- Le mie poesie non cambieranno il mondo, regia di Francesco Piccolo e Annalena Benini (2022)

## Televisione
- Quello che (non) ho - coautore, LA7
- Sanremo 2013 – coautore, Rai Uno
- Sanremo 2014 – coautore, Rai Uno
- Vieni via con me – coautore, Rai 3
- Viva il 25 aprile – coautore, Rai Uno
- Falcone e Borsellino – coautore, Rai Uno
- Binario 21 – coautore, Rai Uno

## Riconoscimenti
- David di Donatello
  - 2006 – Candidatura alla migliore sceneggiatura per Il caimano
  - 2008 – Candidatura alla migliore sceneggiatura per Caos calmo e Giorni e nuvole
  - 2010 – Migliore sceneggiatura per La prima cosa bella
  - 2012 – Candidatura alla migliore sceneggiatura per Habemus Papam
  - 2014 – Migliore sceneggiatura per Il capitale umano
  - 2015 – Candidatura alla migliore sceneggiatura per Mia madre
  - 2020 – Migliore sceneggiatura originale per Il traditore[8]
  - 2021 - Candidatura alla migliore sceneggiatura adattata per Lacci
  - 2023 - Candidatura alla migliore sceneggiatura adattata per Il colibrì
- Nastro d'argento
  - 2008 – Candidatura alla migliore sceneggiatura per Giorni e nuvole
  - 2010 – Migliore sceneggiatura per La prima cosa bella
  - 2011 – Migliore sceneggiatura per Habemus Papam
  - 2014 – Migliore sceneggiatura per Il capitale umano
  - 2015 – Candidatura alla migliore sceneggiatura per Mia madre
  - 2015 - Candidatura alla migliore sceneggiatura per Il nome del figlio
  - 2019 – Migliore sceneggiatura per Il traditore
  - 2023 - Candidatura alla migliore sceneggiatura per Siccità
  - 2024 - Candidatura alla migliore sceneggiatura per Confidenza
- Premio Flaiano
  - 2019 – Miglior sceneggiatura per Momenti di trascurabile felicità e Il traditore
- Globo d'oro
  - 2014 – Candidatura alla miglior sceneggiatura per Il capitale umano
  - 2015 – Candidatura alla migliore sceneggiatura per Mia madre
  - 2018 – Candidatura alla migliore sceneggiatura per Ella & John - The Leisure Seeker
- Ciak d'oro
  - 2006 – Migliore sceneggiatura per Il caimano[9]
  - 2008 – Candidatura alla migliore sceneggiatura per Giorni e nuvole
  - 2010 – Migliore sceneggiatura per La prima cosa bella[10]
  - 2011 – Migliore sceneggiatura per Habemus Papam[11]
  - 2014 – Migliore sceneggiatura per Il capitale umano[12]
  - 2015 – Candidatura alla migliore sceneggiatura per Il nome del figlio e Mia madre